# Shule
| Uigurische Bezeichnung          | Uigurische Bezeichnung     |
| ------------------------------- | -------------------------- |
| Arabisch-Persisch (Kona Yeziⱪ): | قەشقەر يېڭىشەھەر ناھىيىسى  |
| Lateinisch (Yengi Yeziⱪ):       | Ⱪǝxⱪǝr Yengixǝⱨǝr naⱨiyisi |
| Kyrillisch (Sowjetunion):       | Қәшқәр Йеңишәһәр наһийиси  |
| Chinesische Bezeichnung         |                            |
| Kurzzeichen:                    | 疏勒县                     |
| Umschrift in Pinyin:            | Shūlè Xiàn                 |

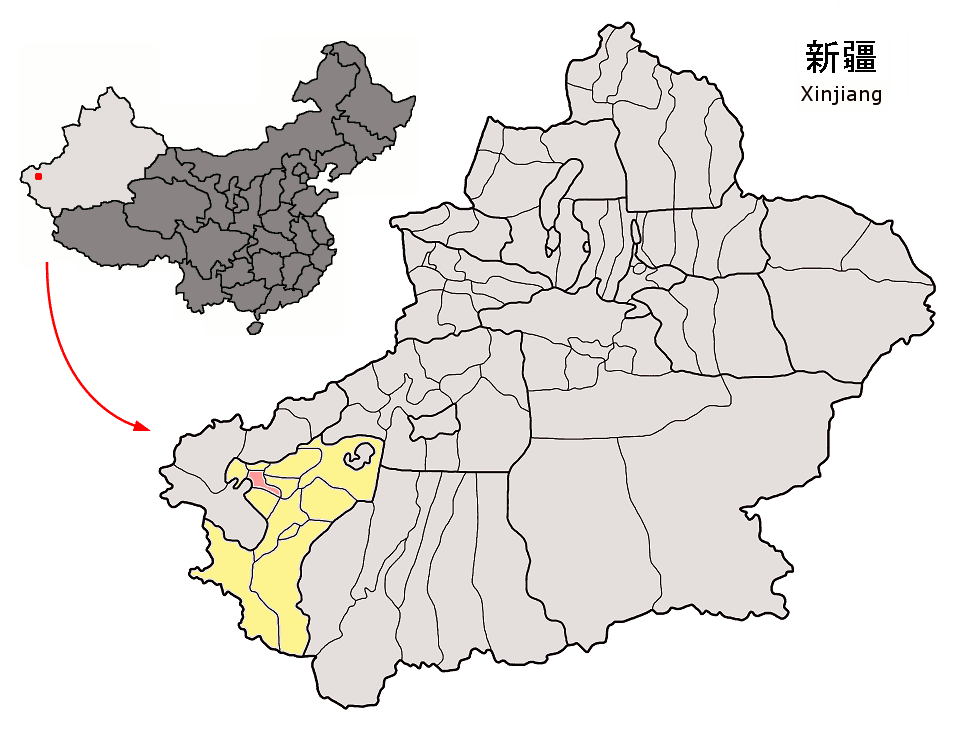
Lage von Shule (rosa) im Regierungsbezirk Kaschgar (gelb) in Xinjiang

Der Kreis Shule ist ein Kreis des Regierungsbezirks Kaschgar im Uigurischen Autonomen Gebiet Xinjiang der Volksrepublik China. Er hat eine Fläche von 2.262 km² und 312.455 Einwohner (Stand: Zensus 2010). Sein Hauptort ist die Großgemeinde Shule (疏勒镇). 